# Changan UNI-V
Changan UNI-V – samochód osobowy klasy kompaktowej produkowany pod chińską marką Changan od 2021 roku.

## Historia i opis modelu

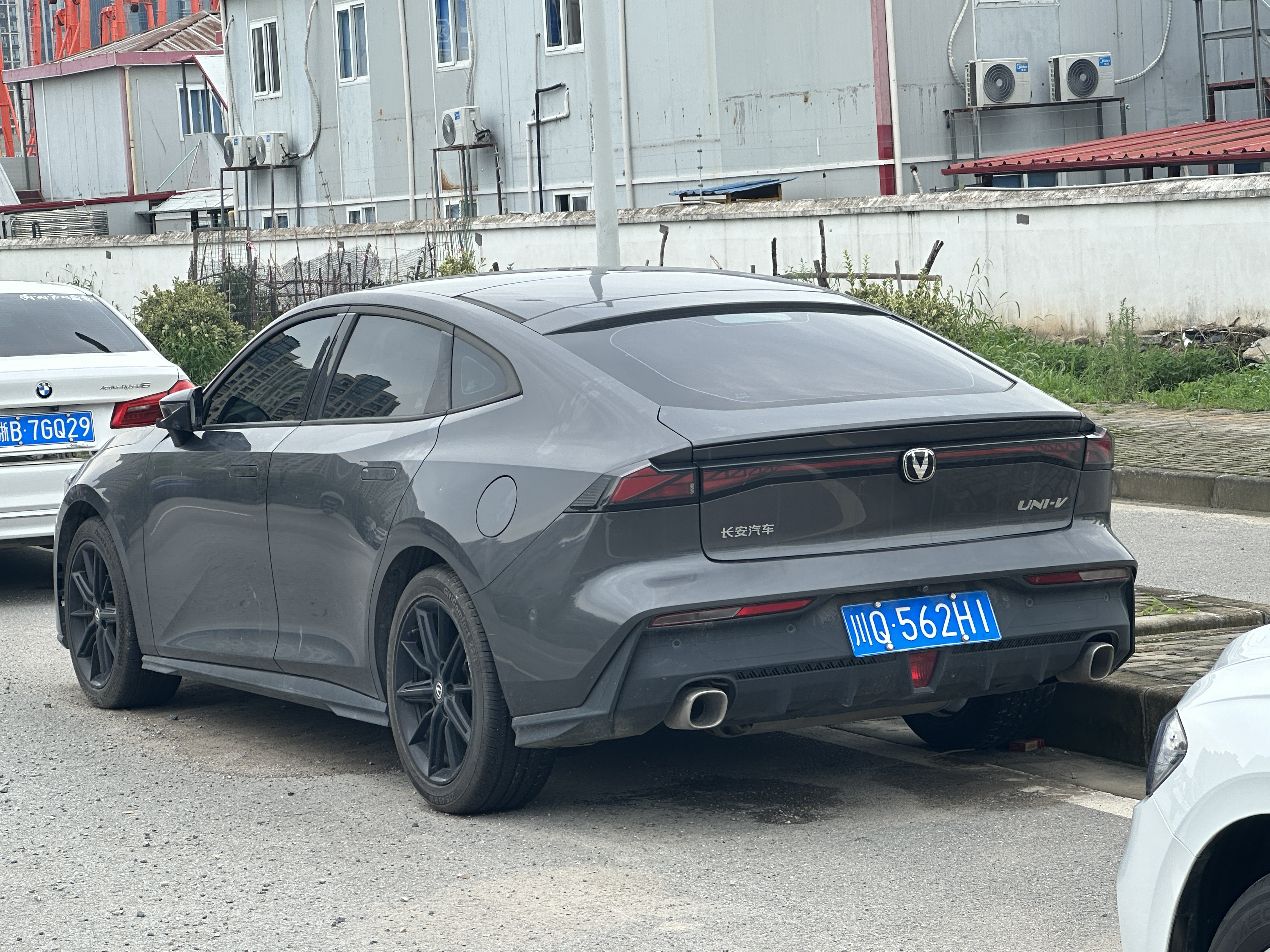
Changan UNI-V - tył

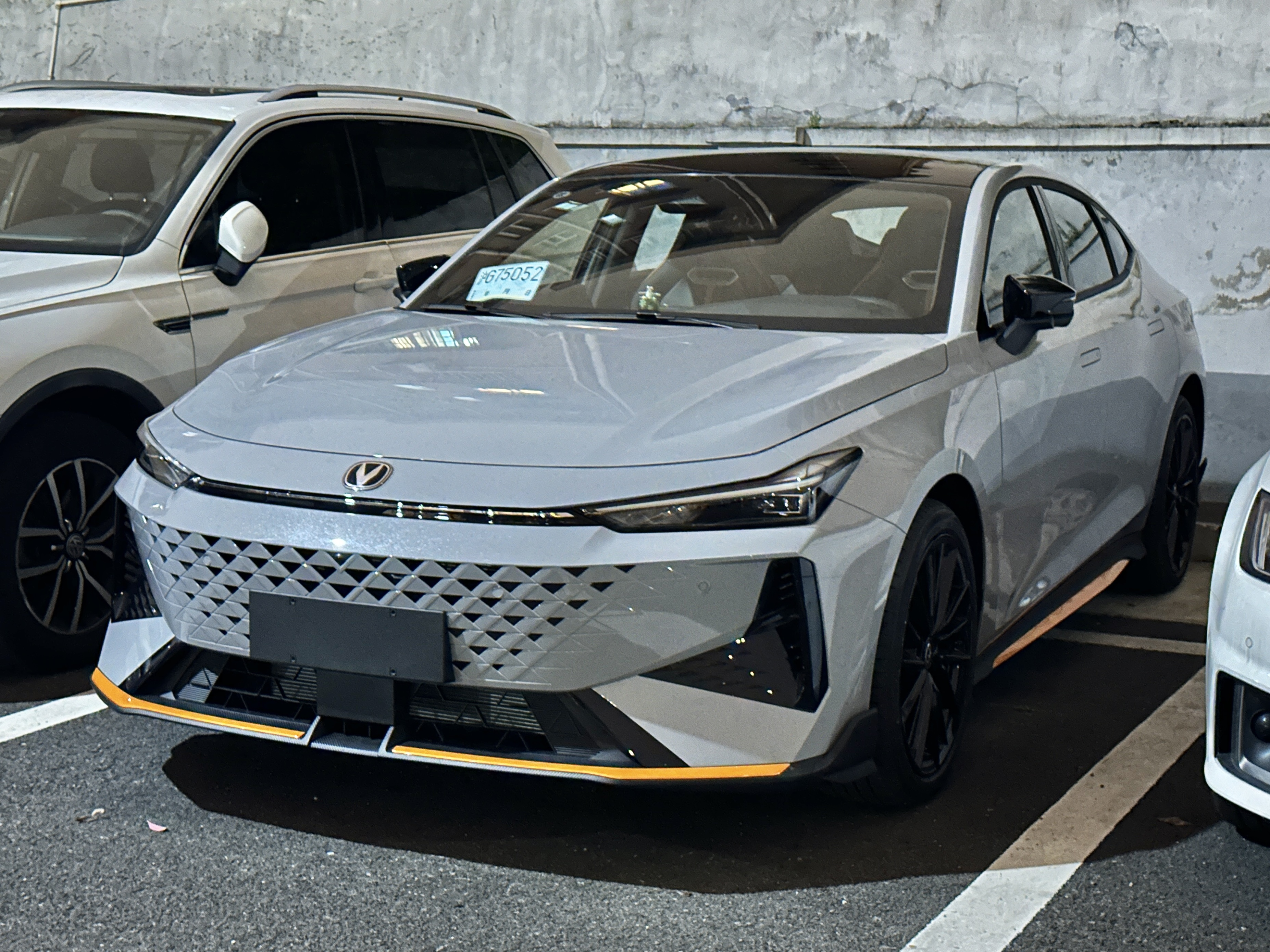
Changan UNI-V po liftingu

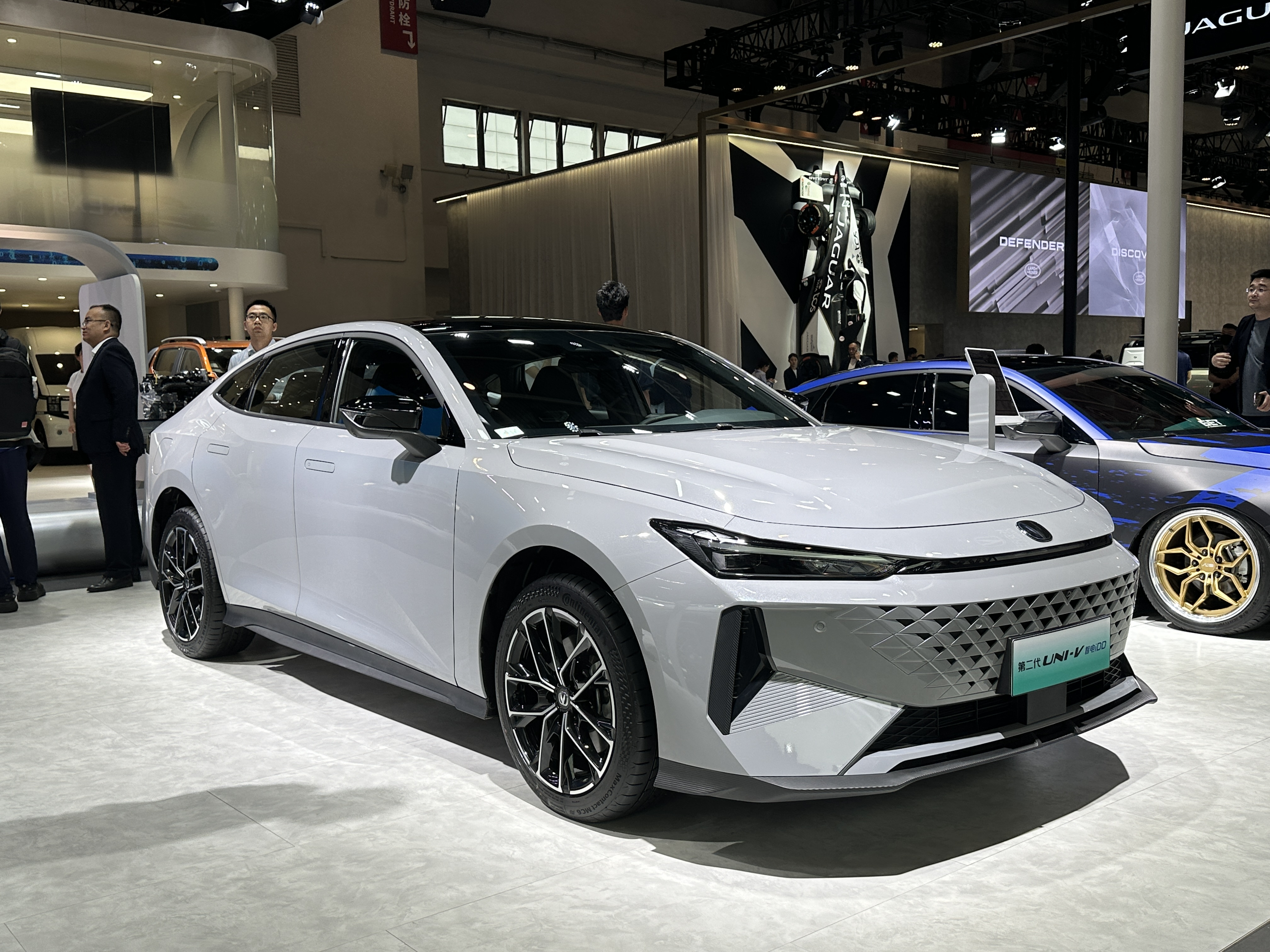
Changan UNI-V iDD

W sierpniu 2021 roku Changan przedstawił trzeci model ze swojej nowej linii awangardowo stylizowanych modeli UNI, w przeciwieństwie do dotychczas oferowanych konstrukcji nie będąc jednak SUV-em, lecz klasycznym samochodem osobowym w postaci 4-drzwiowego, kompaktowego liftbacka.
Changan UNI-V zyskał stylizację z dominującymi ostrymi liniami, na czele z wysoko osadzonymi reflektorami wykonanymi w technologii LED i dużą osłoną chłodnicy w kształcie litery "V". Ponadto, linia dachu została poprowadzona łagodnie ku zakończeniu bryły bagażnika, która została gwałtownie ścięta i przyozdobiona pasem świetlnym. Z krawędzi bagażnika elektrycznie wysuwany jest spojler.
Gamę jednostek napędowych utworzył stosowany już w m.in. modelu UNI-T czterocylindrowy, 1,5-litrowy turbodoładowany silnik benzynowy o mocy 181 KM współpracujący wyłącznie z 6-stopniową automatyczną przekładnią biegów przenoszącą moc na przednią oś.

### Lifting
W lutym 2024 UNI-V przeszedł restylizację, która skoncentrowała się głównie na wyglądzie pasa przedniego. Przejęto stylizację od niedoszłego, bliźniaczego hybrydowego modelu Qiyuan A06, który ostatecznie nie trafił na rynek i stał się jedynie zelektryfikowanym wariantem zmodernizowanej gamy. UNI-V zyskał wąski, ozdobny pas łączący reflektory i przemodelowany wlot powietrza na przednim zderzaku. W kabinie pasażerskiej zmiany ograniczyły się tylko do innych materiałów wykończeniowych.

### Sprzedaż
Po przedstawieniu pierwszych fotografii oraz specyfikacji technicznej w sierpniu 2021, światowy debiut UNI-V miał miejsce na międzynarodowych targach samochodowych Guangzhou Auto Show w Chinach. Samochód zbudowany został z myślą o globalnych rynkach. Dostawy pierwszych egzemplarzy do klientów rozpoczęły na początku 2022 roku poczynając od rynku chińskiego, a następnie także Bliskiego Wschodu. W lutym 2023 roku zasięg rynkowy UNI-V został poszerzony także o rynek rosyjski.

### Silnik
- R4 1.5l Turbo 181 KM